# Разумовский, Феликс Вельевич
Фе́ликс Ве́льевич Разумо́вский (род. 8 ноября 1954, Москва) — российский историк, писатель, телеведущий. Член Союза журналистов России. Автор и ведущий цикла программ «Кто мы?» и телепрограммы «Дело N» на телеканале «Культура».

## Биография
После окончания в 1971 году средней спецшколы № 50 (с художественным уклоном) работал чертёжником в архитектурно-реставрационной мастерской.
В 1972 году поступил в Московский архитектурный институт, который окончил в 1978 году, защитив дипломный проект «Реконструкция исторической части г. Серпухова».
В 1978—1981 годах работал архитектором в Институте Генпланов. Руководил группой по реконструкции исторических городов. Эта группа впервые в советской градостроительной практике разрабатывала методику изучения и сохранения исторического облика малых и средних городов России.
В 1979 году в издательстве «Искусство» в серии «Дороги к прекрасному» вышла его первая книга «Художественное наследие Серпуховской земли» (переиздана в 1992).
С 1981 года занимается литературно-исследовательской работой, пишет книги, публикуется в различных печатных изданиях.
С 1989 года работает на телевидении. В 1992 году открывает первую на отечественном ТВ программу о русской цивилизации «Кто мы?», является её бессменным автором и ведущим.
С 1997 года программа выходит на канале «Культура». Лауреат премии Федерации еврейских общин России за цикл программ «Еврейский вопрос — русский ответ» (2004). Первая премия Фестиваля православных СМИ «Вера и слово» за создание цикла о гонениях на веру и Церковь Христову «Русская голгофа» (2014). Лауреат премии «Общественная мысль» (премия в области общественно-научной литературы и политической журналистики, 2014).
26 декабря 2012 года включён в состав новообразованного Церковно-общественного совета по увековечению памяти новомучеников и исповедников Российских. Указом Президента Российской Федерации от 27 июня 2023 года награждён орденом Александра Невского.
В 1990-е годы у Разумовского появился самозванный литературный двойник. Много лет подряд одно из издательств обманывало читателей, ставя имя «Феликс Разумовский» на сочинения некоего г-на Рубяжева. В августе 2017 года Верховный Суд Российской Федерации вынес вердикт, признав подобную деятельность незаконной.

### Семья
Жена — архитектор-исследователь Ася Разумовская. Отец четверых детей.
В 2014—2016-х годах дочь Феликса Разумовского — журналист Ирина Разумовская — сделала про него трёхсерийный фильм «Кто он — мой отец Феликс Разумовский?», где он впервые рассказал о своём детстве, семье, доме в деревне, выборе профессии и создании исторической программы «Кто мы?».

## Санкции
В декабре 2015 года после творческого вечера в Риге и интервью на радио «Балтия» был внесён в список лиц, которым запрещён въезд на территорию Латвии.
15 января 2023 года из-за вторжения России на Украину внесён в санкционный список Украины, предполагается блокировка активов на территории страны, приостановка выполнения экономических и финансовых обязательств, прекращение культурных обменов и сотрудничества, лишение украинских госнаград.
В конце 2023 года по инициативе М. Е. Швыдкого выведен из состава «Академии Российского телевидения».

## Фильмография
- 1992 — Пророк Империи и Апостол человечности
- 1992 — Земля взывает к истине (2 серии)
- 1993 — Владимирка
- 1994 — Столица дворянской республики
- 1994 — Империя и революция (3 серии)
- 1994 — Пустынный гражданин
- 1994 — Лицо России
- 1995 — Миражи счастья
- 1995 — Соль земли
- 1995 — Крестный ход в Курской губернии
- 1995 — Щит Отечества — песнь материнства
- 1995 — Не в силе Бог, а в правде
- 1995 — Выбор Александра Невского
- 1996 — Век героев
- 1996 — Царский путь
- 1996 — Больного потчуют, здоровому наливают
- 1996 — Русь бунташная
- 1996 — Неизвестный премьер
- 1997 — Завещание Петра
- 1997 — Жатва радости и скорби (2 серии)
- 1997 — Женское лицо России
- 1997 — Русская идея
- 1997 — Небываемое бывает. Адмирал Пётр Великий
- 1997 — Сказание о Святой Руси
- 1997 — Стяжатель небесной радости
- 1998 — Судьбы русской интеллигенции (5 серий)
- 1998 — Анатомия русской бюрократии (8 серий)
- 1998 — Последний канцлер России
- 1999 — Хроника Смутного времени (12 серий)
- 2000 — Царь и Дума (4 серии)
- 2000 — Россия на Кавказе (6 серий)
- 2000 — Реформы по-русски (14 серий)
- 2001 — Жили-были Славяне (8 серий)
- 2002 — Вещее сердце
- 2002 — Казнить нельзя помиловать (12 серий)
- 2002 — Спор на западном рубеже (9 серий)
- 2003 — Еврейский вопрос — русский ответ (14 серий)
- 2004 — Державная воля и русская доля (6 серий)
- 2004 — Кровь на русской равнине (20 серий)
- 2005 — Премьера Русского абсурда (5 серий)
- 2006 — История распятая в пространстве (12 серий)
- 2007 — Грузинская песнь России (5 серий)
- 2008 — Вершины и бездны Серебряного века (12 серий)
- 2009 — Судьба без почвы и почва без судьбы (9 серий)
- 2009 — Новгородские уроки русской демократии (4 серии)
- 2010 — Не в силе Бог, а в правде (9 серий)
- 2011 — Элита: фундамент и динамит русской власти (14 серий)
- 2012 — Как одолеть Бонапарта (9 серий)
- 2013 — Русская Голгофа (12 серий)
- 2014 — Первая Мировая (16 серий)
- 2016 — Приключения либерализма в России (12 серий)
- 2017 — 1917: Переворот? Революция? Смута? (8 серий)
- 2018 — Ледяной поход (4 серии)
- 2018 — Сибирский континент. Землепроходцы (4 серии)
- 2019 — Женское лицо России (4 серии)
- 2019 — Великий проект великой империи (4 серии)
- 2020 — Белый Крым (4 серии)
- 2020 — Жатва радости и скорби (4 серии)
- 2021, 2024 — Имперские портреты (8 серий)
- 2022 — Философский пароход (4 серий)
- 2025 — Забытые уроки русского консерватизма (4 серий)